# Lijst van voetbalinterlands Afghanistan - Irak
Deze lijst van voetbalinterlands is een overzicht van alle officiële voetbalinterlands tussen de nationale teams van Afghanistan en Irak. De landen hebben tot nu toe twee keer tegen elkaar gespeeld. De eerste ontmoeting was een kwalificatiewedstrijd voor de Azië Cup 1976 op 4 april 1975 in Bagdad. De laatste keer dat beide landen tegenover elkaar stonden was op 14 april 1975 in de Iraakse hoofdstad, tijdens hetzelfde kwalificatietoernooi.

## Wedstrijden
| № | Plaats | Datum         | Competitie                 | Wedstrijd          | Uitslag |
| - | ------ | ------------- | -------------------------- | ------------------ | ------- |
| 1 | Bagdad | 4 april 1975  | Azië Cup 1976 kwalificatie | Irak − Afghanistan | 4 − 0   |
| 2 | Bagdad | 14 april 1975 | Azië Cup 1976 kwalificatie | Irak − Afghanistan | 3 − 1   |

## Samenvatting
| Competitie            | Totaal gespeeld | Winst Afghanistan | Gelijk | Winst Irak | Doelsaldo Afghanistan – Irak |
| --------------------- | --------------- | ----------------- | ------ | ---------- | ---------------------------- |
| Azië Cup-kwalificatie | 2               | 0                 | 0      | 2          | 1 − 7                        |
| Totaal                | 2               | 0                 | 0      | 2          | 1 − 7                        |

Wedstrijden bepaald door strafschoppen worden, in lijn met de FIFA, als een gelijkspel gerekend.
FFA · A-internationals · Afghaans vrouwenelftal
1940 - 1949 · 
1950 - 1959 · 
1960 - 1969 · 
1970 - 1979 · 
1980 - 1989 · 
1990 - 1999 · 
2000 – 2009 · 
2010 – 2019
Bangladesh ·
Bhutan ·
Cambodja ·
China ·
Filipijnen ·
Hongkong ·
India ·
Indonesië ·
Irak ·
Iran ·
Japan ·
Jordanië ·
Kirgizië ·
Koeweit ·
Laos ·
Libanon ·
Luxemburg ·
Malediven ·
Maleisië ·
Mongolië ·
Nepal ·
Noord-Korea ·
Oman ·
Pakistan ·
Palestina ·
Qatar ·
Saoedi-Arabië ·
Singapore ·
Sri Lanka ·
Syrië ·
Tadzjikistan ·
Taiwan ·
Thailand ·
Turkmenistan ·
Vietnam ·
Zuid-Korea
IFA · A-internationals · Statistieken · Iraaks vrouwenelftal · Irak U21 · Irak U20 · Irak U19 · Irak U18 · Irak U17
1950 – 1969 ·
1970 – 1979 ·
1980 – 1989 ·
1990 – 1999 ·
2000 – 2009 ·
2010 – 2019 ·
2020 − 2029
Afghanistan ·
Algerije ·
Argentinië ·
Australië ·
Azerbeidzjan ·
Bahrein ·
België ·
Bolivia ·
Botswana ·
Brazilië ·
Cambodja ·
Chili ·
China ·
Colombia ·
Congo-Kinshasa ·
Cyprus ·
DDR ·
Ecuador ·
Egypte ·
Estland ·
Filipijnen ·
Finland ·
Ghana ·
Guinee ·
Hongkong ·
India ·
Indonesië ·
Iran ·
Japan ·
Jemen ·
Jordanië ·
Kazachstan ·
Kenia ·
Kirgizië ·
Koeweit ·
Libanon ·
Liberia ·
Libië ·
Macau ·
Maleisië ·
Marokko ·
Mauritanië ·
Mexico ·
Myanmar ·
Nepal ·
Nieuw-Zeeland ·
Noord-Korea ·
Oeganda ·
Oezbekistan ·
Oman ·
Pakistan ·
Palestina ·
Paraguay ·
Peru ·
Polen ·
Qatar ·
Roemenië ·
Rusland ·
Saoedi-Arabië · 
Sierra Leone · 
Singapore ·
Soedan ·
Spanje · 
Sri Lanka ·
Syrië · 
Tadzjikistan · 
Taiwan · 
Thailand · 
Trinidad en Tobago ·
Tunesië ·
Turkije ·
Turkmenistan ·
Uruguay ·
Verenigde Arabische Emiraten ·
Vietnam ·
Zambia ·
Zuid-Afrika ·
Zuid-Jemen ·
Zuid-Korea